# Union Trust Company Building (Providence)
El Union Trust Company Building es un edificio histórico en 170 Westminster Street y 62 Dorrance Street en el centro de la ciudad Providence, la capital del estado de Rhode Island (Estados Unidos).

## Historia
Es una estructura de estructura de acero de doce pisos, revestida de ladrillo y piedra. Originalmente de cuatro tramos de profundidad, se amplió a siete en 1920. Fue diseñado por Stone, Carpenter & Willson y construido entre 1901 y 1902 para albergar las oficinas de Union Trust Company, que ocupaba los dos primeros pisos y alquilaba el espacio restante. El exterior de los dos primeros pisos recibe un tratamiento diferente al de los pisos superiores, con un primer piso alto cuyas ventanas están separadas por pilastras de piedra y esquinas fuertemente encofradas. Las ventanas del segundo piso están ubicadas dentro de aberturas de arco de medio punto con claves elaboradas. Los niveles superiores están acabados predominantemente en ladrillo, con molduras de mármol; el tercer piso recibe un tratamiento algo más elaborado. La sala del banco interior (en el primer piso) se destacó por su decoración particularmente suntuosa.
El edificio fue incluido en el Registro Nacional de Lugares Históricos en 1973.
En 2016, un desarrollador de Nueva York firmó un contrato por 2,5 millones de dólares en créditos fiscales estatales para la preservación histórica. El desarrollador planea "convertir el edificio en una combinación de negocios y restaurante en los primeros dos pisos y en la azotea, y uso de apartamentos en todos los demás pisos".

## Galería

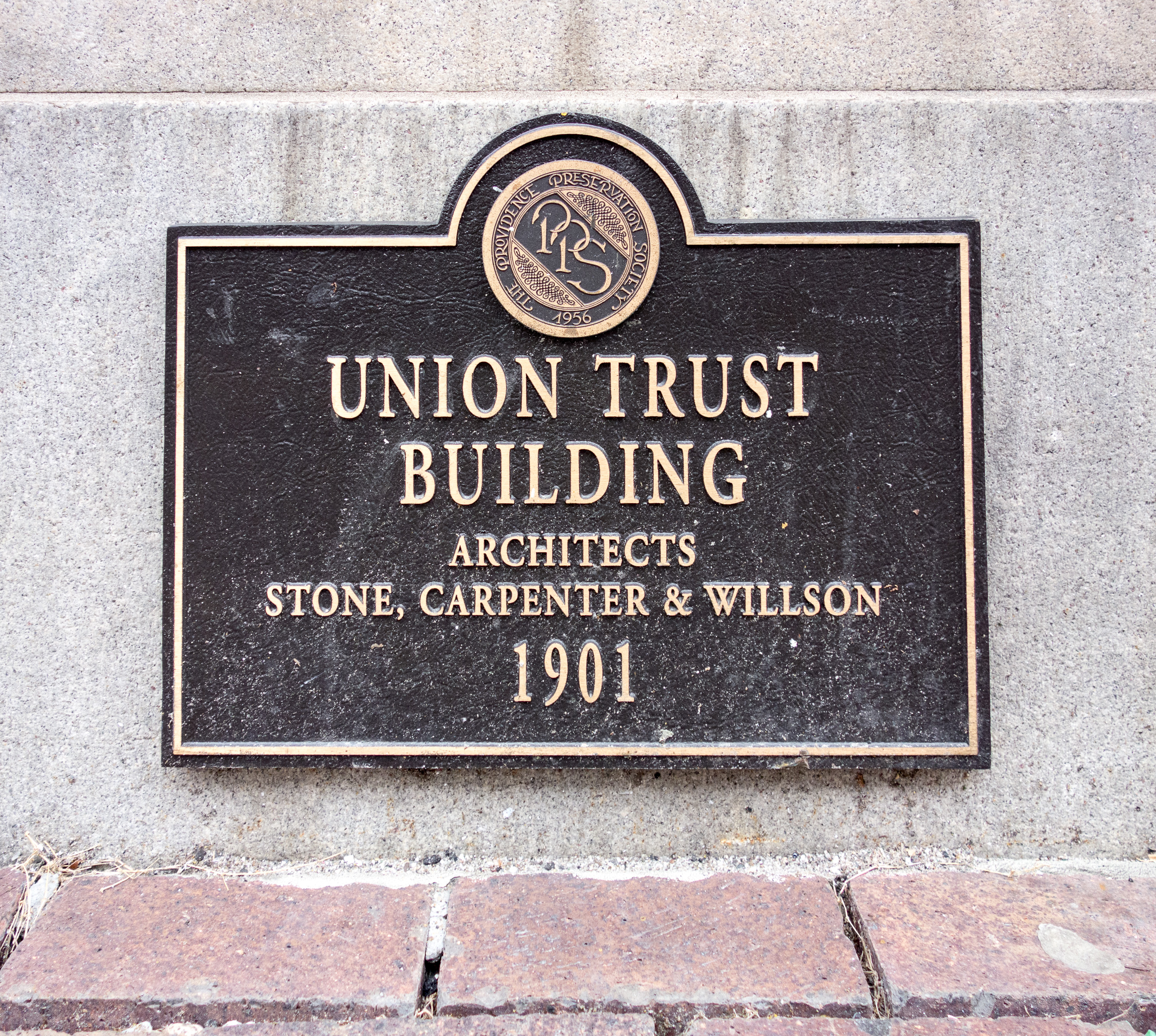
Una placa colocada por la Providence Preservation Society
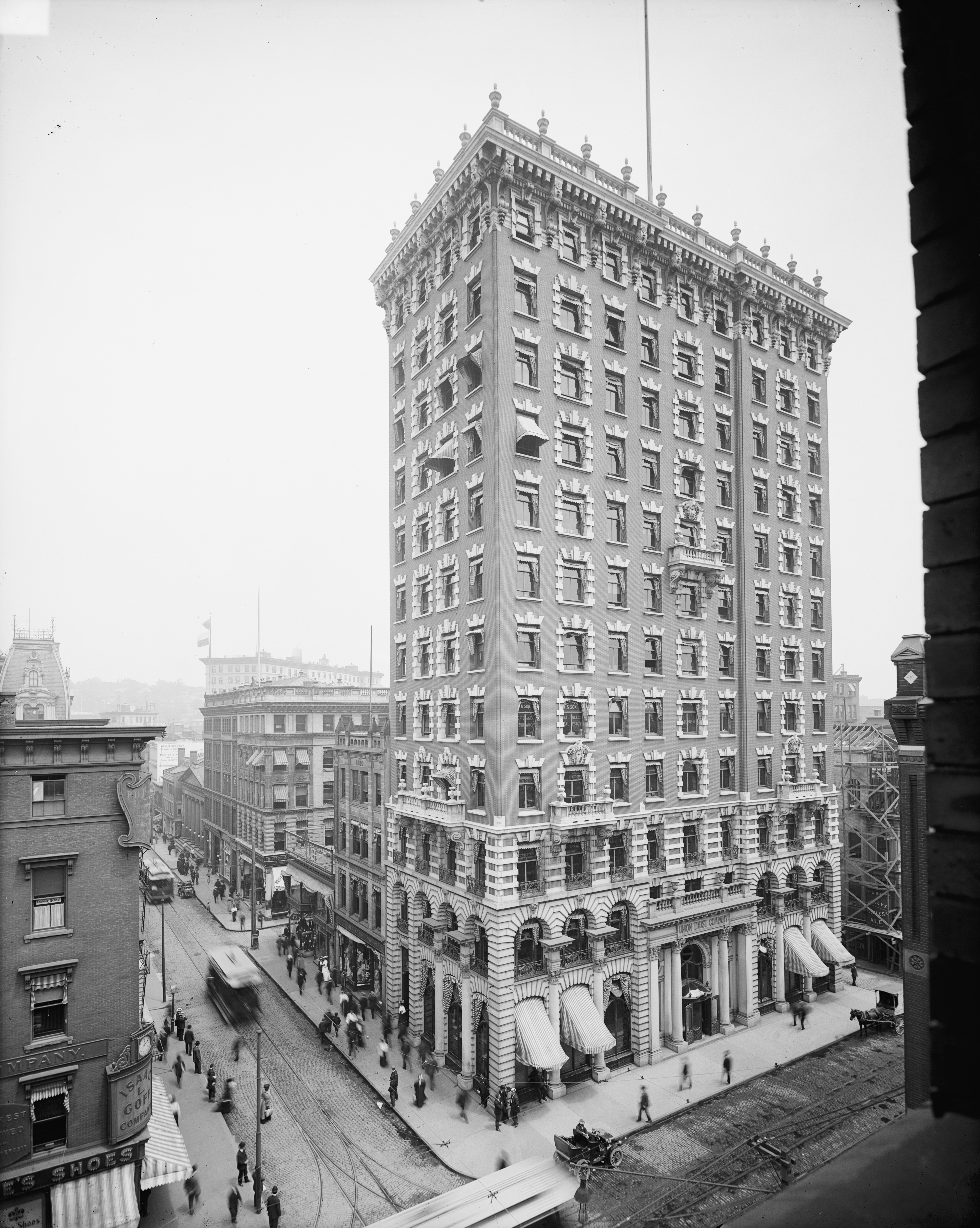
El edificio en 1906, antes de la adición de tres tramos.